# مایکلا شولووا
مایکلا شولووا (انگلیسی: Michaela Čulová؛ زادهٔ ۱۴ فوریهٔ ۱۹۹۱) بازیکن فوتبال اهل جمهوری چک است.
از باشگاه‌هایی که در آن بازی کرده‌است می‌توان به باشگاه فوتبال اسپارتا پراگ اشاره کرد.
وی همچنین در تیم ملی فوتبال زنان جمهوری چک بازی کرده‌است.